# والتر رايت (مصارع رياضي)
والتر رايت (بالإنجليزية: Walter Wright)‏ هو مصارع رياضي أمريكي، ولد في 19 فبراير 1901 في Webster, New York ‏ في الولايات المتحدة، وتوفي في 1982.

## وصلات خارجية
- والتر رايت على موقع أوليمبيديا (الإنجليزية)